# Rat für Nachhaltige Entwicklung

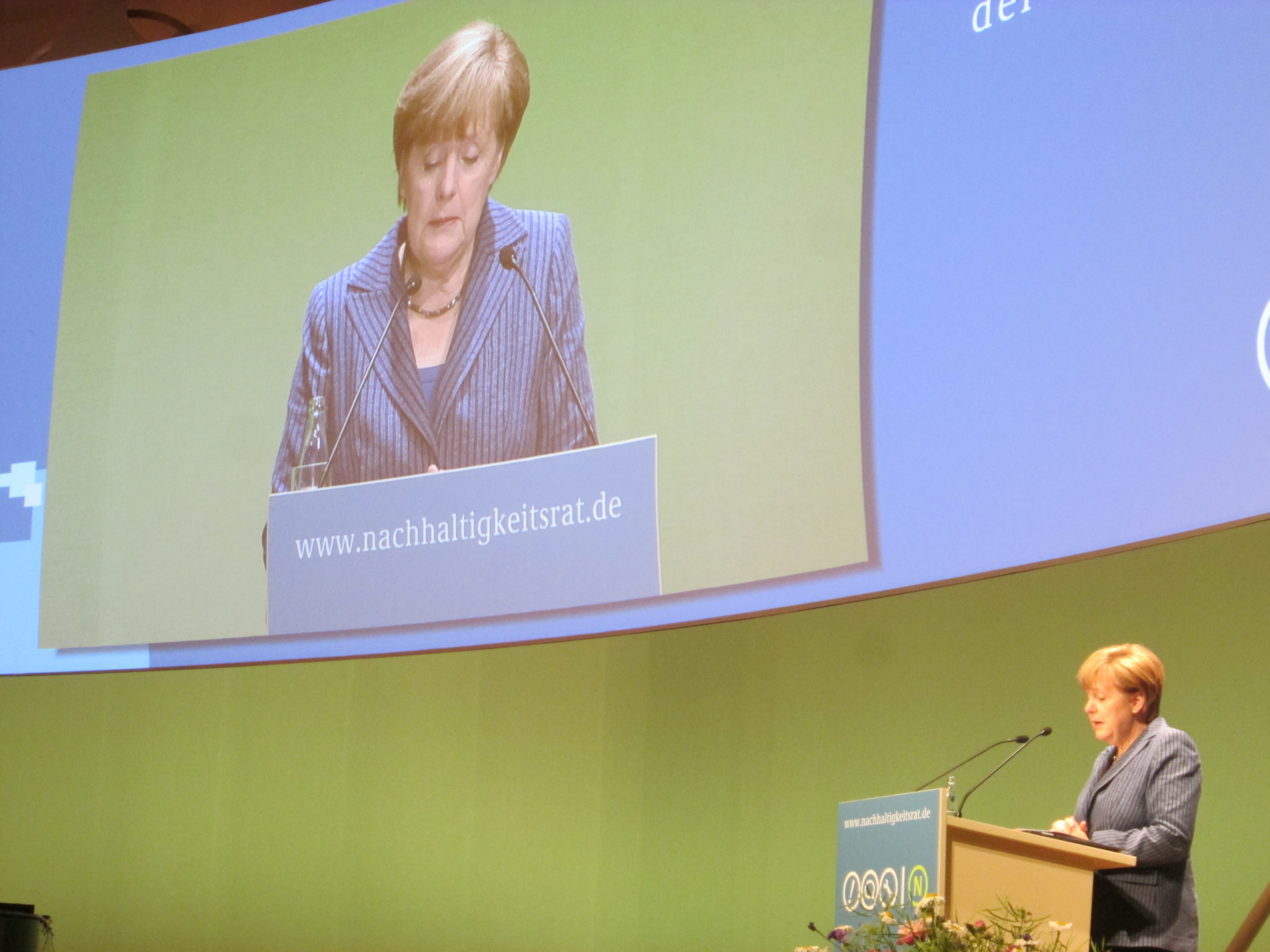
Bundeskanzlerin Angela Merkel bei der 14. Jahreskonferenz des Rates für Nachhaltige Entwicklung am 2. Juni 2014 im bcc Berlin

Der Rat für Nachhaltige Entwicklung (RNE) berät die deutsche Bundesregierung in Fragen der Nachhaltigkeit und soll mit Beiträgen und Projekten die deutsche Nachhaltigkeitsstrategie fortentwickeln und umsetzen helfen. Eine weitere Aufgabe des RNE ist es, innerhalb der Bevölkerung und den Beteiligten deutscher Nachhaltigkeitspolitik die Vorstellung von nachhaltiger Entwicklung und die Debatte darüber zu stärken, Nachhaltigkeit also zu einem wichtigen öffentlichen Anliegen zu machen. Dem Rat gehören 15 Persönlichkeiten aus den Bereichen Wirtschaft, Umweltschutz, Landwirtschaft, Sozialpolitik, Wissenschaft und Entwicklungszusammenarbeit sowie Vertreter von Gewerkschaften und Kirchen an, die der Bundeskanzler oder die Bundeskanzlerin für eine Mandatszeit von drei Jahren ernennt. Erstmals berufen wurde der Rat im April 2001 vom damaligen Bundeskanzler Gerhard Schröder. Seine Geschäftsstelle ist in Berlin bei der Deutschen Gesellschaft für Internationale Zusammenarbeit (GIZ) angesiedelt.

## Geschichte
Im Rahmen der Konferenz für Umwelt und Entwicklung der Vereinten Nationen (UNCED) in Rio de Janeiro (1992) beschlossen damals 178 Staaten die Agenda 21, ein Aktionsprogramm für eine nachhaltige Entwicklung für das 21. Jahrhundert. Als Reaktion auf nationaler Ebene rief die damalige Bundesregierung den RNE ins Leben und ernannte im Februar 2001 dessen erste Mitglieder. Am 4. April 2001 wurde unter Bundeskanzler Gerhard Schröder in Berlin der Rat offiziell eingesetzt, um die Regierung in ihrer Nachhaltigkeitsstrategie zu beraten. Diese veröffentlichte die Bundesregierung ein Jahr später.
Nach einer Auftaktveranstaltung am 28. September 2001 werden regelmäßig Jahreskonferenzen abgehalten.
Besuchten 2002 noch rund 600 Teilnehmer die Veranstaltung, hat sich die Anzahl mittlerweile weitaus mehr als verdoppelt.

## Aufgaben
Der Rat entwickelt Beiträge zur nationalen Nachhaltigkeitsstrategie, richtet Empfehlungen an die Bundesregierung und benennt konkrete Handlungsfelder und Projekte dazu. Er äußert sich in Stellungnahmen zu aktuellen Themen, gibt wissenschaftliche Studien in Auftrag und trägt dazu bei, Nachhaltigkeit zu einem wichtigen öffentlichen Anliegen zu machen. Der Rat ist in seiner Tätigkeit unabhängig und gibt sich selbst ein Arbeitsprogramm für die aktuelle Mandatsperiode. Diesem folgen weiter konkrete Arbeitsschritte.
Zu den Instrumenten des RNE gehören:
- der politische Dialog (z. B. Empfehlungen für den Chef des Bundeskanzleramtes)
- die politische Öffentlichkeit (z. B. Veranstaltung der Jahreskonferenz als politischer Nachhaltigkeitsgipfel)
- Publikationen (z. B. aktuelle Pressemitteilungen)

Diskussionsbeiträge hat er mit der Studie „Nachhaltig aus der Krise. Analyse möglicher Beiträge einer ökologischen Finanzreform“ und der „Empfehlung Konsum und Nachhaltigkeit. Wie Nachhaltigkeit in der Konsumgesellschaft käuflich und (er)lebbar wird“ geleistet. 2009 organisierte der Rat die Arbeiten zu einer kritischen Analyse der deutschen Nachhaltigkeitspolitik, einem internationalen Peer-Review im Auftrag der Bundeskanzlerin. Daraus entstand das Gutachten „Sustainability - Made in Germany. We know you can do it“. Ein neues Peer-Review-Verfahren der Nachhaltigkeitsstrategie startete zu Beginn des Jahres 2013. Der Rat hat den „Deutschen Nachhaltigkeitskodex“ öffentlich diskutiert und in einer Praxisphase gemeinsam mit Vertreterinnen und Vertretern von Unternehmen und Kapitalmarkt getestet und weiterentwickelt. Der neue Transparenzstandard beschreibt in zwanzig Kriterien die Kernanforderungen nachhaltigen Wirtschaftens und macht diese mit einer Auswahl quantifizierter Indikatoren vergleichbar. Die jüngsten politischen Empfehlungen des Rates fordern Verbindlichkeit für Energieeffizienz, eine Stabilisierung der Finanzmärkte, eine am Leitbild der Nachhaltigkeit orientierte Agrarwende und den Aufbau einer Kreislaufwirtschaft für strategische Rohstoffe sowie eine Stellungnahme zur Flächeninanspruchnahme. Im März 2011 erprobte der Rat mit „Dialoge_Zukunft_Vision2050“ ein neues Format für gesellschaftlichen Dialog über langfristige Politik.

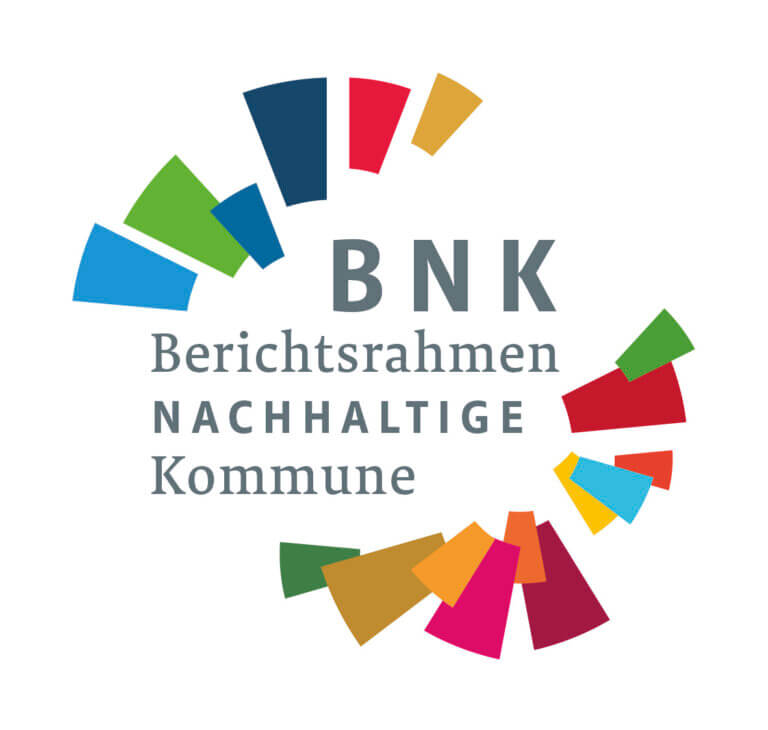
Nachhaltige Stadt

Seit dem Jahr 2010 begleitet er die Initiative Dialog „Nachhaltige Stadt“, zu dem sich über 20 Oberbürgermeisterinnen und Oberbürgermeister aus deutschen Städten zusammengefunden haben. Die kommunalen Vertreter setzen sich in besonderem Maße für eine nachhaltige Entwicklung in ihren Städten ein, tauschen Erfahrungen aus und treffen sich regelmäßig, um nachhaltige Stadtentwicklung als politisches Anliegen auch auf Bundesebene zu stärken.
Das ebenfalls vom Rat entwickelte Qualitätslabel „Werkstatt N“ zeichnet seit dem Jahr 2010 jährlich rund 100 Projekte aus. Seit 2017 werden diese unter der Bezeichnung „Projekt Nachhaltigkeit“ gewürdigt. Die außerordentlichen und in ihrem Engagement besonders nachhaltigen Projekte dürfen für ein Jahr das Label tragen und werden zusätzlich auf einer Website präsentiert. Der Nachhaltigkeitsrat vergibt den Titel „Social Entrepreneur der Nachhaltigkeit“ und lädt zu wissenschaftlichen Carl-von-Carlowitz-Vorlesungen ein. Im Februar 2013 veranstaltete er eine Jugendkonferenz unter dem Motto „Contemporary Carlowitz“. Im Rahmen der dreitägigen Zusammenkunft 50 Jugendlicher und junger Erwachsener unterschiedlichster Biographien und Interessen, formulierten diese ein Impulspapier mit Forderungen an die Bundesregierung für eine nachhaltige Entwicklung.
Zu den Publikationen des Rates zählen Stellungnahmen, Empfehlungen und Studien zu Nachhaltigkeitsthemen sowie ein monatlich erscheinender Newsletter.

## Öffentlichkeitswirksame Projekte des Rates für Nachhaltige Entwicklung (RNE)
- 2003 – heute: Der Nachhaltige Warenkorb – Broschüre und online-Angebot[6][7]
- 2008 – heute: Der RNE unterstützt als Partner den Deutschen Nachhaltigkeitspreis (DNP)[8]
- 2011 – heute: Der RNE ruft jährlich im September zu den Deutschen Aktionstagen Nachhaltigkeit (DAN) auf.[9]
- 2016 – heute: Regionale Netzstellen Nachhaltigkeitsstrategien (RENN) – Die RENN sind eine regional organisierte Informations- und Aktions-Plattform für nachhaltige Entwicklung[10].
- 2017–2021: Fonds Nachhaltigkeitskultur – Der Fonds Nachhaltigkeitskultur förderte Projekte gemeinnütziger Akteure zur Nachhaltigkeitskultur.[11]
- 2021 – heute: Gemeinschaftswerk Nachhaltigkeit - eine Initiative von Bund und Ländern, koordiniert vom RNE.[12][13]

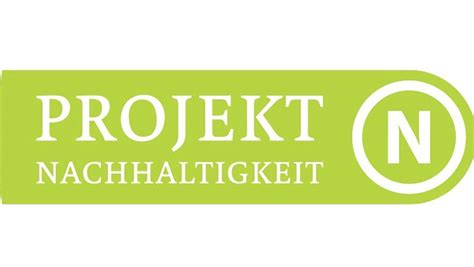
Projekt Nachhaltigkeit

- 2018 – heute: Projekt Nachhaltigkeit (vormals Werkstatt N) – Der Wettbewerb zeichnet herausragende Initiativen und Projekte des Wandels in Wirtschaft, Wissenschaft, Zivilgesellschaft und Kommunen aus, die sich für eine nachhaltige Entwicklung einsetzen. Die Auszeichnung wird von den vier Regionalen Netzstellen Nachhaltigkeitsstrategie (RENN) in Kooperation mit dem RNE verliehen.[14][15]

### Werkstatt N-Projekte / Projekt Nachhaltigkeit (in Wikipedia)
| Projekt                                        | Beschreibung | Ort                | Bundesland             | Jahr der Auszeichnung |
| ---------------------------------------------- | --- | ------------------ | ---------------------- | --------------------- |
| Mundraub (Website)                             | Datenbank mit Obstfeldern, die abgeerntet werden können | -                  | bundesweit             | 2011, 2012            |
| Jaana Liisa Prüss                              | Buch „fair-handeln! Anstiftungen für zukunftsfähiges Handeln“ | Berlin             | Berlin                 | 2015                  |
| Virtuelle Akademie Nachhaltigkeit              | Videobasierte Lehrveranstaltungen zum Thema Nachhaltigkeit für Studierende deutschsprachiger Hochschulen | Bremen             | Bremen                 | 2013, 2016            |
| Industrieverband Körperpflege- und Waschmittel | Aktionstag Nachhaltiges (Ab-) Waschen | Frankfurt          | Hessen                 | 2011, 2012, 2015      |
| Adrienne Goehler                               | Ausstellung Zur Nachahmung empfohlen!, Expedition in Ästhetik und Nachhaltigkeit, (verantwortlich: Adrienne Goehler und Jaana Prüss) | Berlin             | Berlin                 | 2011                  |
| Jugend gründet                                 | online-Wettbewerb des BMBF zur ökonomischen Bildung und beruflichen Orientierung | Pforzheim          | Baden-Württemberg      | 2015                  |
| Synagieren                                     | Jeweils 10–20 Teilnehmer pro Arbeitsgruppe arbeiten für ein Wochenende an einem gesellschaftlich relevanten Projekt. | Darmstadt          | Hessen                 | 2011, 2012, 2013      |
| BücherBoxx                                     | Ausrangierte Telefonzellen werden zu Straßenbibliotheken umgebaut. | Berlin / Rüdesheim | Berlin                 | 2011                  |
| Interkulturelle Gärten                         | Das bundesweite Netzwerk Interkultureller Gärten umfasst über 100 Gartenprojekte, mit denen soziale Kontakt zwischen Flüchtlingen, Migranten und Einheimischen hergestellt werden sollen.                                                                                   | Gelsenkirchen      | Nordrhein-Westfalen    | 2011                  |
| Kunst-Stoffe                                   | Altstoff-Sammelstelle, in der Kunstwerke entstehen | Berlin             | Berlin                 | 2011, 2012, 2013      |
| Micaela Bara                                   | Sozialpädagogische Projekt „Ich bin Dion“ der Kontakt- und Beratungsstelle Berlin | Berlin             | Berlin                 | 2013                  |
| EUROPARC Deutschland                           | Freiwilligen-Programm „Ehrensache“ des Dachverbands der Nationalparks, Biosphärenreservate und Naturparks in Deutschland | Berlin             | Berlin                 | 2013                  |
| Angelika Janz                                  | KinderAkademie im ländlichen Raum | Ferdinandshof      | Mecklenburg-Vorpommern | 2012, 2016            |
| Glovico                                        | Sprachlernplattform, über die Menschen aus Entwicklungsländern Sprachstunden in ihren Muttersprachen via Skype anbieten konnten. | -                  | -                      | 2011, 2012, 2013      |
| Spree2011                                      | Projekt, mit dem die Wasserqualität der Spree zu verbessert werden soll. | Berlin             | Berlin                 | 2011                  |
| WWF Jugend                                     | Jugendliche forschen an Ideen, mit denen der Klimawandel gebremst werden soll und präsentieren die Ergebnisse auf ihrer Webseite. | Berlin             | Berlin                 | 2012, 2013, 2015      |
| Heike Zimmermann-Timm                          | Sommerschule für Doktoranden | Frankfurt          | Hessen                 | 2015                  |
| Kiezpark Fortuna                               | Parkanlage in Berlin-Marzahn | Berlin             | Berlin                 | 2013                  |
| Perspective Daily                              | Perspective Daily ist ein online-Medium, das mit Konstruktivem Journalismus über Probleme und Lösungen gleichermaßen berichtet. | Münster            | Nordrhein-Westfalen    | 2016                  |
| Gondwana Collection                            | Naturschutz- und Tourismus-Projekt in Namibia | Windhoek/Namibia   | -                      | 2016                  |
| Zwischennutzung                                | Die ZZZ - ZwischenZeitZentrale Bremen organisiert Zwischennutzungen in leerstehenden Immobilien und Brachen. | Bremen             | Bremen                 | 2016                  |
| Joachim Franz                                  | Mit der „world aids awareness expedition“ wirbt Joachim Franz seit 2001 mit weltweiten Aktionen für eine humanere Welt. Ziel des Projekts ist es, durch außergewöhnliche Aktionen mehr Aufmerksamkeit für das Thema HIV/Aids zu erregen.                                    | Wolfsburg          | Niedersachsen          | 2011, 2012, 2015      |
| Heimathafen Neukölln                           | Die Initiative Act e. V. will Menschen in die Lage versetzen, ihr Leben unter Nutzung ihrer positiven Potentiale eigenständig zu führen. | Berlin             | Berlin                 | 2012, 2013, 2015      |
| ASA-Programm                                   | Das ASA-Programm besteht seit 55 Jahren. Jährlich werden 260 junge Menschen aus Deutschland, Europa und dem Globalen Süden darin unterstützt, sich für eine solidarische, gerechte und nachhaltige Entwicklung einzusetzen.                                                 | Berlin             | Berlin                 | 2015                  |
| Junior_Ranger                                  | Das bundesweite Junior-Ranger-Programm ist ein Bildungs- und Freizeitangebot, das Kindern eine Möglichkeit bietet, mit den „Nationalen Naturlandschaften“ in Kontakt zu kommen.                                                                                             | Berlin             | Berlin                 | 2012, 2013, 2015      |
| Maro Temm                                      | Mit der Siedlung MARO TEMM ist ein Ort entstanden, an dem Sinti und Roma Generationen übergreifend miteinander leben und sich gegenseitig unterstützen können und an dem sie ihre kulturellen Besonderheiten und ihre Sprache Romanes bewahren und weiterentwickeln können. | Kiel               | Schleswig-Holstein     | 2015                  |
| Norddeutsches Zentrum für Nachhaltiges Bauen   | Bauwillige sollen erfahren, dass das Bauen mit regional gewonnen, nachwachsenden und ressourcenschonenden Baustoffen energieeffizient, ressourcenschonend und ästhetisch anspruchsvoll gelingen kann.                                                                       | Verden (Aller)     | Niedersachsen          | 2015                  |
| Switch – In 4 Tagen um die Welt                | Hamburger Kinder werden in Gruppen aus vier Kindern unterschiedlicher Herkunft eingeteilt. Die Kinder verbringen vier Tage im Wechsel in einer der Familien. | Hamburg            | Hamburg                | 2015                  |
| Schweisfurth Stiftung                          | Die Schweisfurth-Stiftung macht auf die Problematik der industriellen Land- und Lebensmittelwirtschaft aufmerksam. Mit „Tierschutz auf dem Teller“ sollen die unterschiedlichsten Personenkreise quer durch alle Bildungs- und Gesellschaftsschichten erreicht werden.      | München            | Bayern                 | 2011, 2012, 2015      |
| Restlos glücklich                              | Das erste Non-Profit–Reste-Restaurant Deutschlands wurde 2016 eröffnet. Gekocht wird fast ausschließlich mit gespendeten Lebensmitteln, die nicht verkauft werden können, etwa wegen optischer Mängel, falscher Etikettierung oder Sortimentwechsels.                       | Berlin-Neukölln    | Berlin                 | 2016                  |
| Vaude                                          | Der Produzent für Bergsportausrüstung wurde für sein „Second-Use“-Programm ausgezeichnet, das die Nutzungsdauer seiner Produkte verlängern soll. | Tettnang           | Baden-Württemberg      | 2016                  |

## Ratsmitglieder

### Derzeitige Mitglieder
Die Mitglieder des Rates werden für drei Jahre berufen. Dem Gremium gehören an:
- Vorsitzender:[49] Reiner Hoffmann (2014 – 2022 Vorsitzender DGB)
- Katrin Böhning-Gaese (Direktorin Senckenberg Biodiversität und Klima Forschungszentrum, Professorin an der Goethe-Universität Frankfurt, Mitglied der Leopoldina)
- Zarah Bruhn (deutsche Sozialunternehmerin, Beauftragte für soziale Innovationen im BMBF)
- Katja Dörner (Oberbürgermeisterin Bonn; 2009–2020 MdB)
- Saori Dubourg – Vorstandsmitglied BASF
- Tanja Gönner (Hauptgeschäftsführerin BDI; 2002–2004 MdB, danach bis 2011 Sozial-, Umwelt- und Verkehrsministerin in Baden-Württemberg; 2012–2022 Vorstandssprecherin GIZ)
- Jörg-Andreas Krüger – Präsident Naturschutzbund Deutschland e. V.
- Mark G. Lawrence (Honorarprofessor Universität Potsdam; seit 2011 wissenschaftlicher Direktor Institut for Advanced Sustainability Studies Potsdam, IASS)
- Kai Niebert (Präsident Deutscher Naturschutzring DNR)
- Hubertus Paetow – Präsident Deutsche Landwirtschafts-Gesellschaft
- Myriam Rapior (Stellvertretende Vorsitzende Bund für Umwelt und Naturschutz Deutschland BUND e. V.)
- Gunda Röstel – Geschäftsführerin Stadtentwässerung Dresden GmbH
- Werner Schnappauf – Senior Advisor der Bank of America in Deutschland/EMEA; Bayrischer Staatsminister für Umwelt, Gesundheit und Verbraucherschutz a. D., Hauptgeschäftsführer des Bundesverbands der Deutschen Industrie a. D.
- Franziska Tanneberger (Direktorin Moorzentrum Universität Greifswald, ehem. Co-Leiterin Zukunftsrat Mecklenburg-Vorpommern)
- Heidemarie Wieczorek-Zeul – Bundesministerin für wirtschaftliche Zusammenarbeit und Entwicklung a. D.; Vizepräsidentin der Freunde des Globalen Fonds Europa

### Ehemalige Mitglieder
- Alexander Bassen – Professor für Betriebswirtschaftslehre an der Universität Hamburg
- Heinrich Graf von Bassewitz – Landwirt, Bundesbeauftragter für ökologischen Landbau des Deutschen Bauernverbandes (DBV) und Mitglied im Präsidium Deutscher Bauernverband. Mitglied von Juli 2010 bis Juni 2013
- Ulla Burchardt – Mitglied des Bundestages a. D.; freiberufliche Strategieberaterin
- Philip Freiherr von dem Bussche – Präsident der Deutschen Landwirtschafts-Gesellschaft (DLG) e. V. Mitglied von April 2001 bis April 2002
- Ursula Eid – Parlamentarische Staatssekretärin im Bundesministerium für wirtschaftliche Zusammenarbeit und Entwicklung a. D. Mitglied von Juli 2010 bis Juni 2013
- Joachim Faber – Senior Advisor der Allianz SE. Mitglied von Juli 2010 bis Juni 2013
- Jochen Flasbarth – Präsident des Naturschutzbundes Deutschland (NABU) e. V. Mitglied von April 2001 bis Januar 2003
- Horst Frank – Oberbürgermeister der Stadt Konstanz. Mitglied von Mai 2003 bis Mai 2010
- Wolfgang Franz – Präsident des Zentrums für Europäische Wirtschaftsforschung (ZEW), Mannheim. Mitglied von April 2001 bis März 2004
- Cornelia Füllkrug-Weitzel – Präsidentin Brot für die Welt
- Vera Gäde-Butzlaff – Vorstandsvorsitzende der Berliner Stadtreinigungsbetriebe. Mitglied von Juli 2013 bis Oktober 2016
- Hans Geisler – sächsischer Staatsminister für Soziales, Gesundheit, Jugend und Familie a. D.
- Alois Glück – Präsident des Zentralkomitees der deutschen Katholiken (ZdK). Mitglied von Juli 2011 bis Oktober 2016
- Rainer Grohe – Ehem. Executivdirektor GALILEO, langjähriger Vorsitzender Umweltausschuss des Bundesverbandes der Deutschen Industrie (BDI). Mitglied von April 2001 bis März 2007
- Hermann Graf Hatzfeldt – Vorsitzender des Forest Stewardship Council in Deutschland. Mitglied von Mai 2003 bis März 2007
- Walter Hirche – Parlamentarischer Staatssekretär im Bundesumweltministerium a. D.; niedersächsischer Minister für Wirtschaft, Arbeit und Verkehr a. D.; Präsident Deutsche UNESCO-Kommission. Mitglied von April 2001 bis Mai 2010
- Volker Hauff – Ehem. Vorsitzender des Rates für Nachhaltige Entwicklung, Bundesminister a. D. Mitglied von April 2001 bis Mai 2010
- Gerda Hasselfeldt – Präsidentin Deutsches Rotes Kreuz
- Roland Heinisch – Vorstandsvorsitzender der Deutsche Bahn Netz AG (DB Netz AG). Mitglied von April 2001 bis März 2007
- Claus Hipp – GmbH & Co. Vertrieb KG, Vizepräsident des Deutschen Industrie- und Handelstages (DIHT). Mitglied von April 2001 bis Januar 2003
- Stefan Homburg – Professor für öffentliche Finanzen an der Universität Hannover, Mitglied der Föderalismus-Kommission. Mitglied von April 2004 bis März 2007
- Eberhard Jochem – Fraunhofer-Institut für Systemtechnik und Innovationsforschung (ISI), Karlsruhe, Center for Energy Policy and Economics (CEPE), Eidgenössische Technische Hochschule (ETH), Zürich. Mitglied von April 2001 bis März 2007
- Margot Käßmann – Landesbischöfin der evangelisch-lutherischen Kirche Hannover. Mitglied von April 2001 bis März 2004
- Ute Klammer – Professorin für Politikwissenschaften, insbesondere Sozialpolitik an der Universität Duisburg-Essen. Mitglied von Juni 2008 bis Mai 2010
- Edward G. Krubasik – Ehem. Zentralvorstand Siemens, Honorarprofessor an der TU München. Mitglied von September 2006 bis Mai 2010
- Markus Lewe – Oberbürgermeister der Stadt Münster; Vizepräsident Deutscher Städtetag
- Thomas Loster – Leiter der Münchener Rück Stiftung. Mitglied von September 2006 bis Mai 2010
- Lisi Maier – Bundesvorsitzende des Bundes der deutschen katholischen Jugend (BDKJ), des Deutschen Bundesjugendrings (DBJR) und stellvertretende Vorsitzende des Deutschen Frauenrats
- Kathrin Menges – Personalvorstand und Vorsitzende des Sustainability Council der Henkel (Unternehmen). Mitglied von Juli 2013 bis April 2019
- Jennifer Morgan – Programmdirektorin am World Resources Institute, Washington. Mitglied von Juli 2013 bis Oktober 2016
- Alexander Müller – Senior Research Fellow, Institute for Advanced Sustainability Studies in Potsdam (IASS). Mitglied von Juli 2013 bis November 2019
- Edda Müller – Vorsitzende des Verbraucherzentrale Bundesverbandes (vzbv) e. V. Mitglied von April 2001 bis März 2007
- Franz-Josef Overbeck – Bischof von Essen. Mitglied von Juni 2010 bis Juni 2011
- Matthias Platzeck – Ministerpräsident des Landes Brandenburg. Mitglied von April 2001 – Mai 2003
- Heinz Putzhammer – Bundesvorstand des Deutschen Gewerkschaftsbundes (DGB), gestorben am 27. Juni 2006. Mitglied von April 2001 bis Juni 2006
- Katherina Reiche – Hauptgeschäftsführerin des Verbandes kommunaler Unternehmen (VKU); Parlamentarische Staatssekretärin a. D.
- Lucia Reisch – Professorin an der Copenhagen Business School; Gastprofessorin an der Zeppelin Universität Friedrichshafen. Mitglied von Juni 2010 bis November 2019.
- Hans-Peter Repnik – Ehem. Vorsitzender des Rates für Nachhaltige Entwicklung, Jurist, Parlamentarischer Staatssekretär im Bundesministerium für wirtschaftliche Zusammenarbeit und Entwicklung a. D. Mitglied von Juni 2010 – bis Januar 2012
- Jürgen Rimpau – Vorstandsmitglied der Deutschen Landwirtschaftsgesellschaft e. V., Halberstadt. Mitglied von Mai 2003 bis Mai 2010
- Josef Sayer – Hauptgeschäftsführer des Bischöflichen Hilfwerkes MISEREOR. Mitglied von April 2001 bis März 2007
- Tobias Schlegl – Moderator. Mitglied von Mai 2004 bis März 2007
- Imme Scholz – Stellvertretende Ratsvorsitzende; eine von zwei Vorständen der Heinrich-Böll-Stiftung[50]
- Max Schön – Vorstand der Initiative 2° - Deutsche Unternehmer für Klimaschutz; Präsident Deutsche Gesellschaft Club of Rome; Aufsichtsratsvorsitzender DESERTEC Foundation. Mitglied von Juli 2010 bis Oktober 2016
- Ulrich Schraml – Leiter der Abteilung Wald und Gesellschaft an der Forstlichen Versuchs- und Forschungsanstalt (FVA) Baden-Württemberg in Freiburg im Breisgau. Mitglied von November 2016 bis November 2019.
- Wolfgang Schuster – Oberbürgermeister der Landeshauptstadt Stuttgart a. D.; Vorsitzender der Deutschen Telekom Stiftung. Mitglied von Februar 2012 bis Dezember 2019.
- Achim Steiner – Leiter des Entwicklungsprogramms der Vereinten Nationen (UNDP); Direktor der Oxford Martin School/University of Oxford. Mitglied von November 2016 bis Juni 2017.
- Eric Schweitzer – Vorstandsmitglied ALBA Group plc & Co. KG; Präsident der DIHK
- Georg Teutsch – Wissenschaftlicher Geschäftsführer Helmholtz-Zentrum für Umweltforschung GmbH – UFZ. Mitglied von Juni 2007 bis Mai 2010
- Marlehn Thieme – Präsidentin der Welthungerhilfe; Mitglied im Rat der Evangelischen Kirche in Deutschland; Vorsitzende des Aufsichtsrats der Bank für Kirche und Diakonie KD Bank[51]. Mitglied von April 2004 bis November 2019.
- Klaus Töpfer – Ehem. stv. Vorsitzender des Rates, Ehem. Undersecretary General, UN, Ehem. Executive Director des United Nations Environment Programme (UNEP). Mitglied von April 2001 bis Mai 2010
- Holger Tschense – Bürgermeister und Beigeordneter der Stadt Leipzig a. D. Mitglied von Mai 2003 bis Januar 2006
- Olaf Tschimpke – Präsident des Naturschutzbundes Deutschland (NABU) a. D. Mitglied von Juni 2010 bis November 2019.
- Christiane Underberg – Mitinhaberin Underberg KG. Mitglied von Juni 2007 bis November 2008
- Fritz Vahrenholt – Vorstandsvorsitzender der REpower Systems AG. Mitglied von April 2001 bis März 2007
- Michael Vassiliadis – Vorsitzender der Industriegewerkschaft Bergbau, Chemie, Energie (IGBCE). Mitglied von 2007 bis Oktober 2016
- Eggert Voscherau – Stellvertretender Vorsitzender des Vorstands der BASF AG. Mitglied von Mai 2003 bis Januar 2006
- Susanne Weber-Mosdorf – Stellvertretende Generalsekretärin der Weltgesundheitsorganisation. Mitglied von Juni 2007 bis Dezember 2007
- Hubert Weiger – Vorsitzender des Bund für Umwelt und Naturschutz Deutschland e. V.
- Hubert Weinzierl – Ehrenpräsident des Deutschen Naturschutzrings (DNR), Vorsitzender des Kuratoriums der Deutschen Bundesstiftung Umwelt (DBU)
- Ranga Yogeshwar – Fernsehmoderator. Mitglied von Juni 2007 bis August 2008
- Angelika Zahrnt – Ehrenvorsitzende des Bundes für Umwelt und Naturschutz Deutschland (BUND)

#### Ehemalig kooptierte Mitglieder als Sachverständige
- Gerhard de Haan – Ehem. kooptiertes Mitglied des Rates für Nachhaltige Entwicklung; Professor für Zukunfts- und Bildungsforschung an der Freien Universität Berlin, Vorsitzender des Nationalkomitees der UN-Dekade BNE (2005–2014). Kooptiertes Mitglied von Januar 2014 bis Juni 2015
- Harald Welzer – kooptiertes Mitglied im Jahr 2015, Mitbegründer und Direktor der gemeinnützigen Stiftung „Futurzwei“, Honorarprofessor für Transformationsdesign und -vermittlung an der Europa-Universität Flensburg, ständiger Gastprofessor für Sozialpsychologie an der Universität St. Gallen
- Jochen Zeitz – kooptiertes Mitglied des RNE; Verwaltungsratsvorsitzender von Puma SE; CEO der Sport- und Lifestyle-Gruppe und Chief Sustainability Officer von PPR (heute Kering)
- Dominik Naab – Bundesvorsitzender der Deutsche Pfadfinderschaft Sankt Georg (DPSG); kooptierter Sachverständiger von November 2017 bis Juni 2019
- Gesche Joost – Professorin für Designforschung an der Universität der Künste Berlin; kooptierte Sachverständige von November 2017 bis Juni 2019
- Andreas Marcus Rickert – Vorstandsvorsitzender des gemeinnützigen Analyse- und Beratungshauses PHINEO AG; kooptierter Sachverständiger von November 2017 bis Juni 2019

## Organisation
Die Geschäftsstelle unterstützt den RNE inhaltlich und organisatorisch. Der Generalsekretär hält direkten Kontakt zur Bundesregierung, insbesondere zum Staatssekretärausschuss für Nachhaltige Entwicklung, zu den Ministerien und Behörden, zum Parlament, zur Wirtschaft, Wissenschaft und gesellschaftlichen Gruppen.